# 庫珀 (澳大利亞國會選區)
庫珀選區（英語：Division of Cowper），是澳大利亞新南威爾士州的下議院選區，位於該州北海岸。面積7,861平方公里。
選區始於1900年，是原始的七十五個國會選區之一。名字是紀念第二任州長查爾斯·庫珀。1919年以後除了工黨勝選一次以外，鄉村黨和後來的國家黨一直佔據本區議席。自2001年起當區議員是路加·哈蘇克。